# 행위론
형법에서 행위(行爲)는 형법 체계상 두 가지의 의미를 가지고 있다. 
첫째는 '행위가 아닌 범죄는 없다'는 것으로 형법상 문제가 되는 모든 형상의 최외측을 긋는 것이다. 
둘째, 행위는 그에 구성요건 해당성·위법성·책임성이 속성으로 부가된 실체이며 의사의 객관화라 할 수 없는 반사운동인 우연적 사고나 절대적 강제하의 동작·태도는 형법상의 행위가 아니고, 외부적으로 실현되지 않는 단순한 내면적 의사도 형법상 문제가 되지 않는다. 
이 설은 이같은 사실적 고의를 책임론으로부터 배제함에 있어서 이때까지 사실의 인식과 함께 고의의 요소라고 생각했던 위법성의 의식에 관하여 이 위법성의 인식의 가능성을 독립된 책임요소로 파악하는 견해(책임설)를 함에 이론적으로 뒷받침할 수 있다고 주장하고 있다. 그러나 이 설은 고의를 행위의 본질적 요소로 하고 있는데 소위 과실행위는 행위의 본질적 요소가 된 고의를 결하므로 행위라 할 수 없는 것이 아닌가의 의문이 생긴다. 그래서 이 점을 둘러싼 의론이 집중하여,
1. '범죄는 행위다'라는 명제 그것을 부정하고 과실행위는 행위가 아니라고 하는 자,
2. 잠재적 목적성이라는 것으로 과실행위도 행위라는 자

등등이 있으나 아직 통일된 결론에 이르지 못하고 있다. 